# David Hood
David Hood (Muscle Shoals, 21 settembre 1943) è un bassista statunitense noto prevalentemente per la sua militanza nella band Traffic e per la sua lunga e prolifica attività di turnista.

## Biografia
Inizia la sua attività di musicista a metà degli anni sessanta, quando era uno studente della University of North Alabama.
Hood ha iniziato la sua carriera suonando con i Mystics e come musicista di supporto ai FAME Studios. 
Nel corso di vari decenni di attività ha suonato il basso per Boz Scaggs, Joe Cocker, Cher, Albert King, Sheryl Crow, Etta James, Aretha Franklin, Wilson Pickett, José Feliciano, Solomon Burke, Eddie Floyd, Willie Nelson, Cat Stevens, Art Garfunkel, Julian Lennon, Paul Simon, Glenn Frey, Joan Baez, Linda Ronstadt, Paul Anka, J.J. Cale, Bob Seger, Leon Russell, Frank Black. Hood è apparso nel 2009 nell'album solista di Klaus Voormann A Sideman's Journey e nel 2017 (insieme al batterista Roger Hawkins) nello studio della Morning Star Music con il brano Cinque pani e due pesci, interpretato da Mauro Boschi e un coro di bambini.

## Discografia

### Solista
- 1993 - Happy Mother's Day
- 1995 - Happy Soul for Kids

### Traffic
- 1973 - Shoot Out at the Fantasy Factory

### Con i Muscle Shows Rhythm Section
- 1976 - The Cream of Muscle Shoes

### Collaborazioni
- 1984 - Valotte - Julian Lennon
- 1976 - Sweet Soul Music - Josè Feliciano
- 1972 - Really - J.J. Cale
- 1993 - Joy and Pain - Shirley Brown
- 1968 - This is Clarence Carter - Clarence Carter
- 2005 - Honeycomb - Frank Black
- 1971 - Communication - Bobby Womack
- 1972 - Understanding - Bobby Womack
- 1973 - The Facts of Life - Bobby Womack
- 1973 - There Goes Rhymin' Simon - Paul Simon
- 1974 - Soul Street - Eddie Floyd
- 1975 - Beautiful Losers - Bob Seger
- 1975 - Still Crazy After all This Years - Paul Simon
- 1976 - Lady's Choice - Bonnie Bramlett
- 1977 - Izitzo - Cat Stevens
- 1977 - Koss - Paul Kosoff
- 1979 - Roads of Life - Bobby Womack
- 1980 - I Will - Ruby Winters
- 1981 - No Fun Aloud - Glenn Frey
- 1982 - Standing on the Head - Frankie Miller
- 1984 - The Allnighter - Glenn Frey
- 1990 - Still Trapped - Denise Lasalle